# Buch (Bodenwöhr)
Buch ist ein Ortsteil der Gemeinde Bodenwöhr im Oberpfälzer Landkreis Schwandorf (Bayern).

## Geografie
Buch liegt im Osten von Bayern in der Oberpfalz im Naturpark Oberer Bayerischer Wald, ein Kilometer östlich der Staatsstraße 2398 von Neunburg vorm Wald nach Bodenwöhr am Fuße des Hummelberges (492 m).

## Geschichte
In der Gegend zwischen Erzhäuser, Windmais, Buch, Pingarten und Taxöldern wurde im Mittelalter Eisenerz abgebaut. Um 1140 gründete Burggraf Otto I. von Riedenburg aus dem Haus der Babonen in Walderbach ein der Gottesmutter und dem hl. Nikolaus geweihtes Augustiner-Chorherrenstift als Hauskloster und Familiengrablege. Das Kloster wurde 1143 erstmals urkundlich erwähnt, als es in ein Zisterzienserkloster umgewandelt und dadurch vom Kloster Waldsassen aus besetzt wurde. 1249 gehörte Buch zum Kloster Walderbach, wie ein Konsensbrief des Papstes Innozenz IV. belegt. Der Brief bestätigte Rechte und Besitzungen in “Buch, Berg, Warmisdorf, Hovin (Höfen) und Alberinruth”. 1363 verkaufte der murachische Richter Ruger Warperger sein Dorf „zu Pueche“ (Buch) dem Kloster Reichenbach. 1693 begann der Erzabbau in Buch.

### Erzabbau
In der Gegend zwischen Erzhäuser, Windmais, Buch, Pingarten und Taxöldern wurde im Mittelalter Eisenerz abgebaut. 1685 erhielt Johann Schreyer die Schürfrechte in Buch, um Eisenerz abzubauen. Die eisenerzführende Schicht hatte eine Stärke von 0,5 Meter bis etwa 3 Meter. Die Bucher Anlage war etwa 1,7 Kilometer lang. Einen halben Kilometer südlich von Buch ist noch der Einstiegschacht erkennbar. Die Stollen erreichten eine Tiefe von bis zu 60 Metern. Das Eisenerz aus Buch kam mit Pferdefuhrwerken zur Weiterverarbeitung in das Hüttenwerk nach Bodenwöhr. Um 1800 arbeiteten etwa zehn Leute im Bergbau, um 1850 waren es 50 Bergarbeiter. 1882 beendete man den Erzabbau, da der Hochofenbetrieb in Bodenwöhr eingestellt wurde. Erneute Bohrungen im Jahre 1938 bei Windmais und bei der Pechmühle brachten keinen Erfolg.

### Kirchengeschichte
Das Kirchenvisitationsprotokoll aus den Jahren 1582/83 führt Buch neben anderen Orten unter der Pfarrei Penting auf.

## Sehenswürdigkeiten

### Winterlinde bei Buch
Die Linde an der Kapelle zur Heiligen Maria Königin bei Buch wurde etwa 1827 gepflanzt. Der Baum erreicht eine Höhe von knapp 30 Metern, der Stammumfang beträgt rund sieben Meter. 1994 feierte der Obst- und Gartenbauverein Erzhäuser sein 40-jähriges Bestehen. Zu diesem Anlass pflanzte man an der Kapelle eine weitere Linde.

### Kapelle zur Heiligen Maria Königin
1840 errichtet Nikolaus Ziegler aus Buch auf der rechten Seite an der Straße von Buch nach Windmais eine Kapelle. In 2005 gründete man den Kapellenbauverein Buch e. V. Die alte Kapelle wurde abgetragen und an der anderen Seite der Linde entstand die neue Kapelle. Das alte Firstkreuz wurde wieder verwendet; die Familie Eichinger spendete eine Marienfigur. Eine Statue der Heiligen Barbara, der Schutzpatronin der Bergleute, steht  in der Kapelle, ebenfalls eine Figur des Heiligen Georg. 2006 weihte Domkapitular Peter Hubbauer und Pfarrer Richard Salzl die Kapelle zu Ehren der Heiligen Maria Königin. Am Stamm der Linde befindet sich noch ein Teil der Mauer der alten Kapelle.
Siehe auch: Liste der Baudenkmäler in Buch

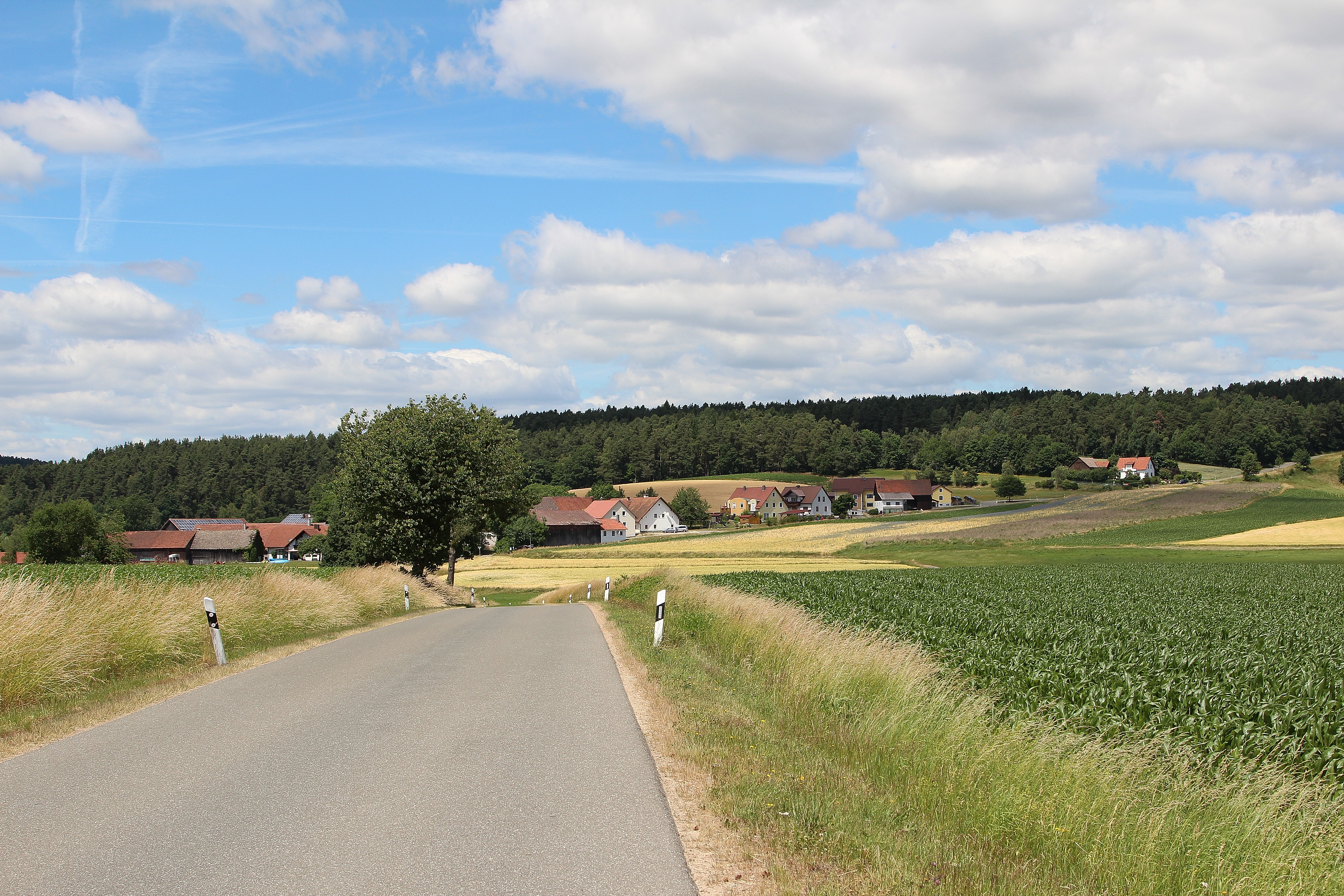
Buch (2017)
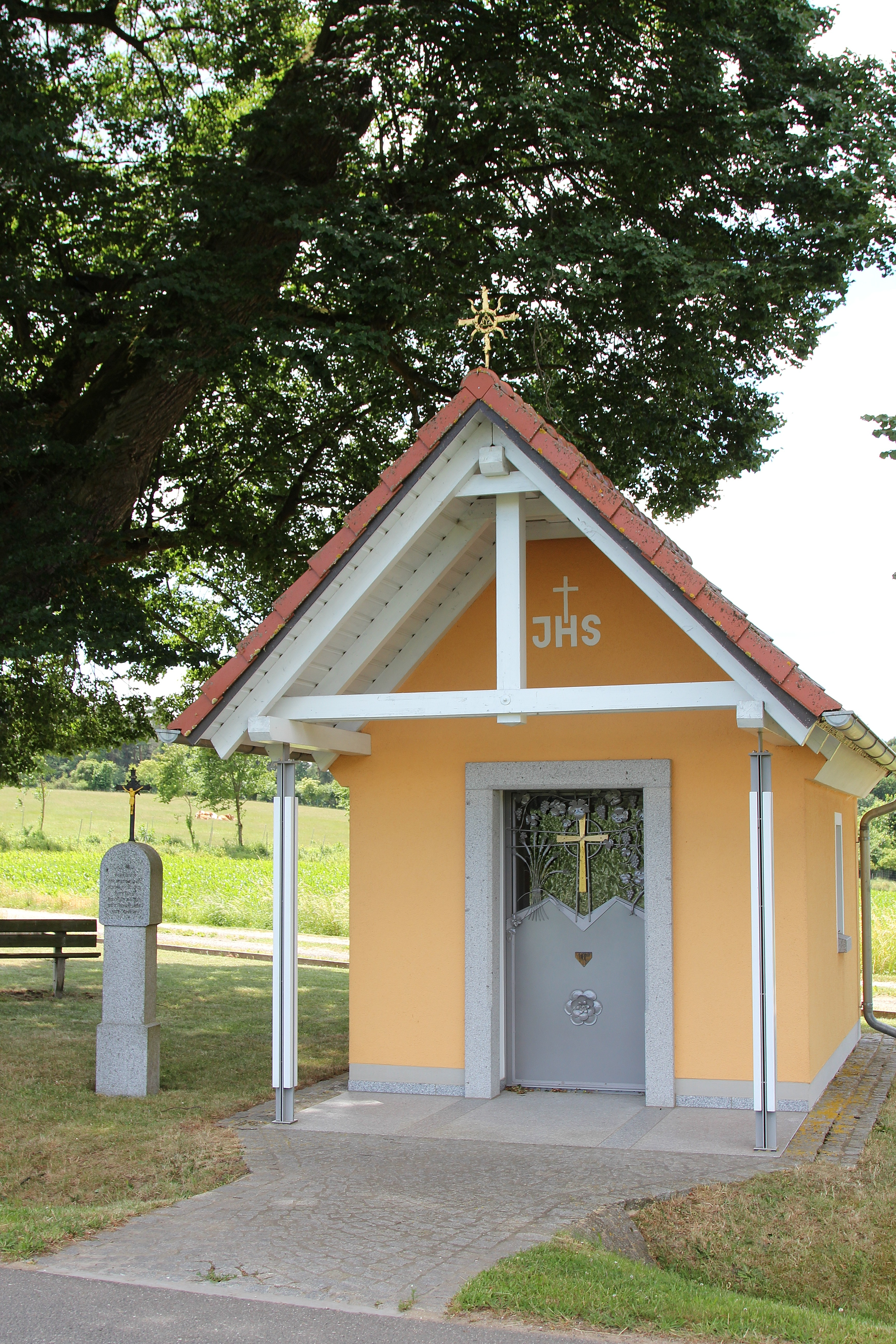
Kapelle zur Heiligen Maria Königin (2017)
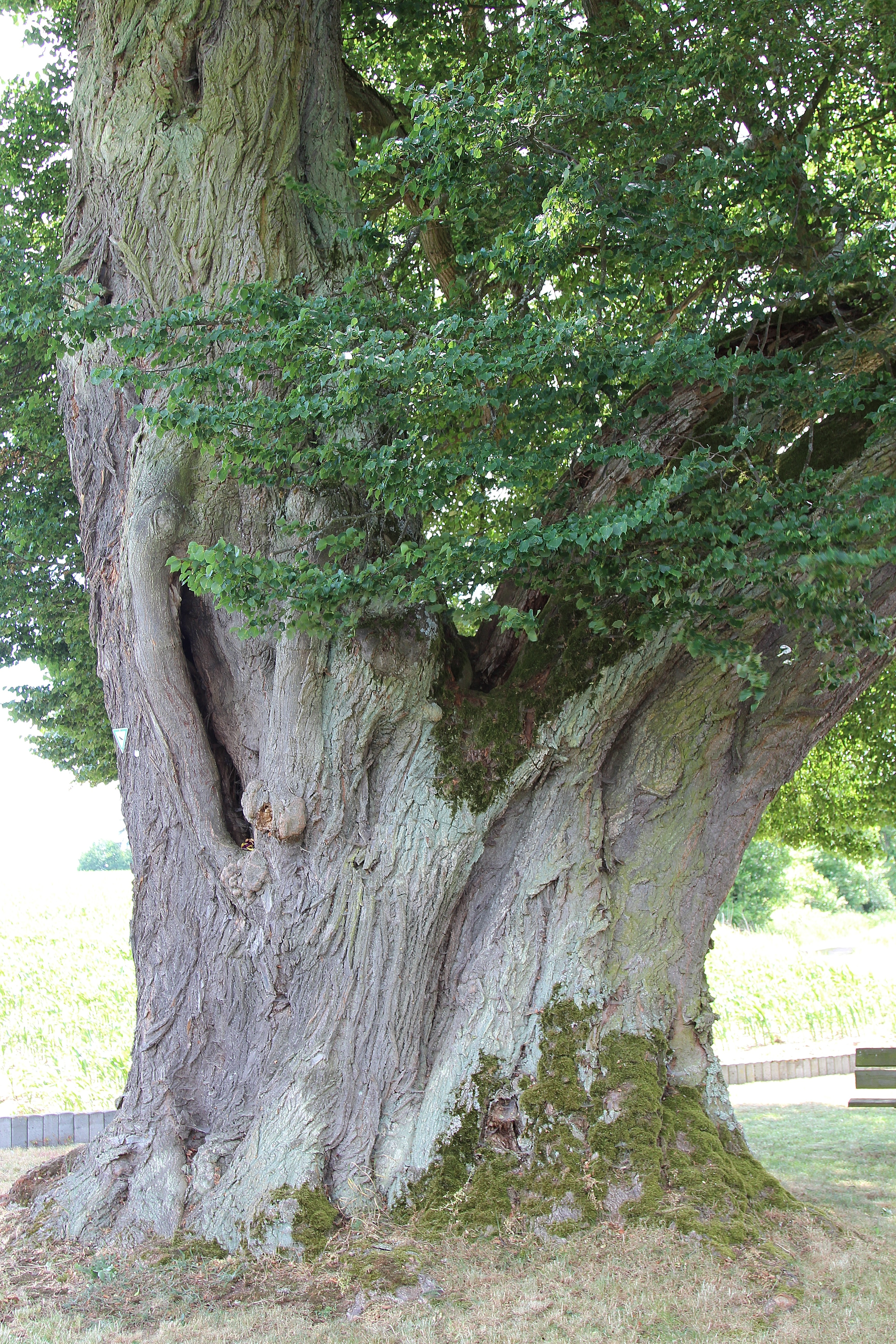
Linde bei Buch (2017)
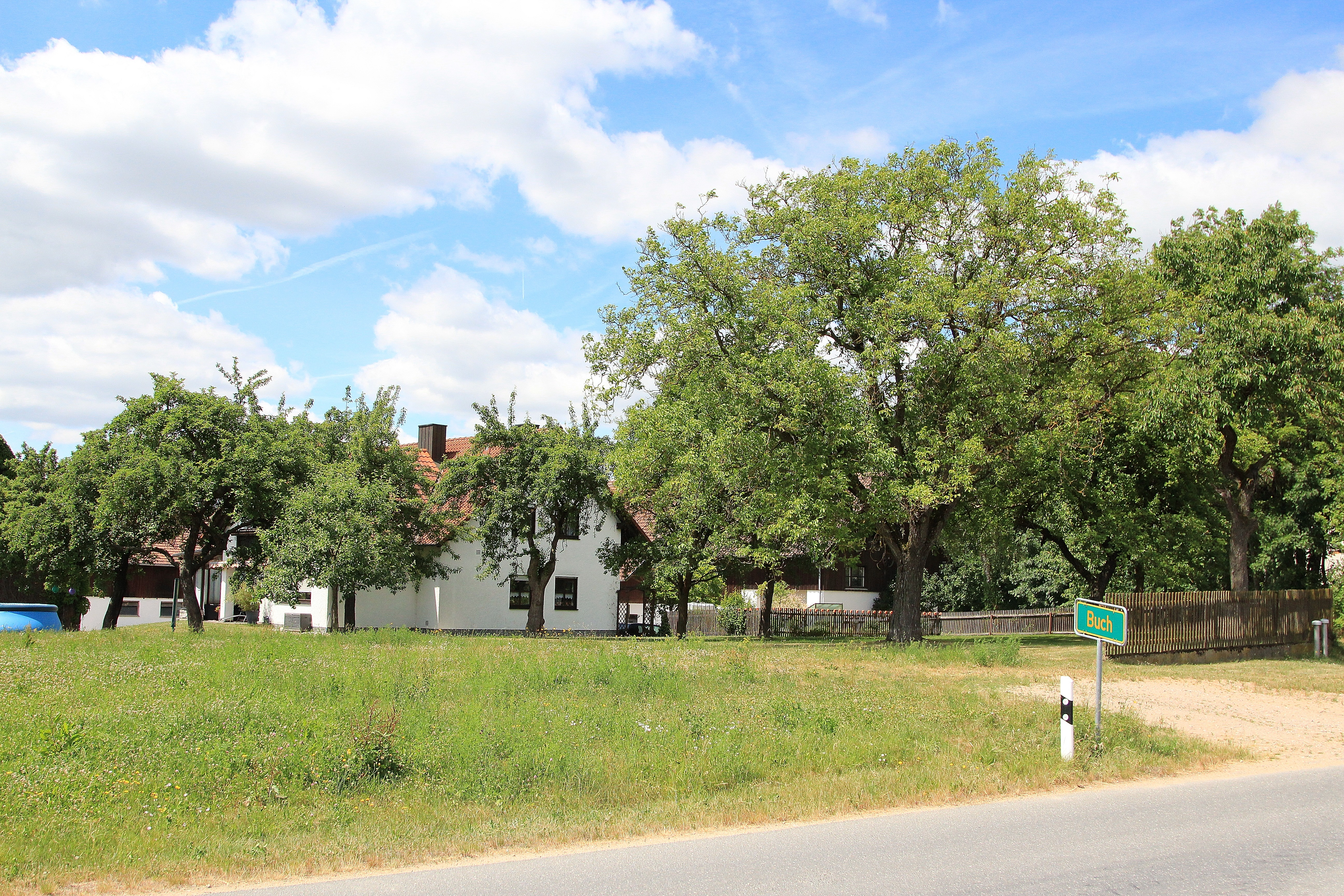
Buch (2017)

## Steuerdistrikt
Zum Steuerdistrikt Buch gehörten zu Beginn des 19. Jahrhunderts Blechhammer, Buch, Windmais und Erzhäuser. Das Königreich Bayern wurde 1808 in 15 Kreise eingeteilt. Diese Kreise wurden nach französischem Vorbild nach Flüssen benannt (Naabkreis, Regenkreis, Unterdonaukreis usw.). Die Kreise gliederten sich in Landgerichtsbezirke. Der Landgerichtsbezirk Neunburg vorm Wald hatte 55 Steuerdistrikte, darunter Buch mit 6 Anwesen. Zum Steuerdistrikt Buch gehörten Erzhäuser, Windmais und Blechhammer.

## Gemeindezugehörigkeit
Die Landgerichtsbezirke wiederum sollten in einzelne Gemeindegebiete eingeteilt werden. 1820/21 entstand die Gemeinde Windmais mit 20 Familien. Dazu gehörte Buch mit 6 Familien und Pechmühle mit einer Familie. 1830 wurde die Gemeinde Windmais aufgelöst und an die Gemeinde Erzhäuser angeschlossen. Am 1. Mai 1978 wurde die Gemeinde Erzhäuser mit Buch und Gebietsteile der aufgelösten Gemeinde Altenschwand nach Bodenwöhr eingemeindet.